# Miguel Terceros
Miguel Ángel Terceros Acuña, znany również jako Miguelito (ur. 25 kwietnia 2004 w Santa Cruz) – boliwijski piłkarz występujący na pozycji ofensywnego pomocnika, reprezentant Boliwii, od 2022 roku zawodnik brazylijskiego Santosu.